# Condroz

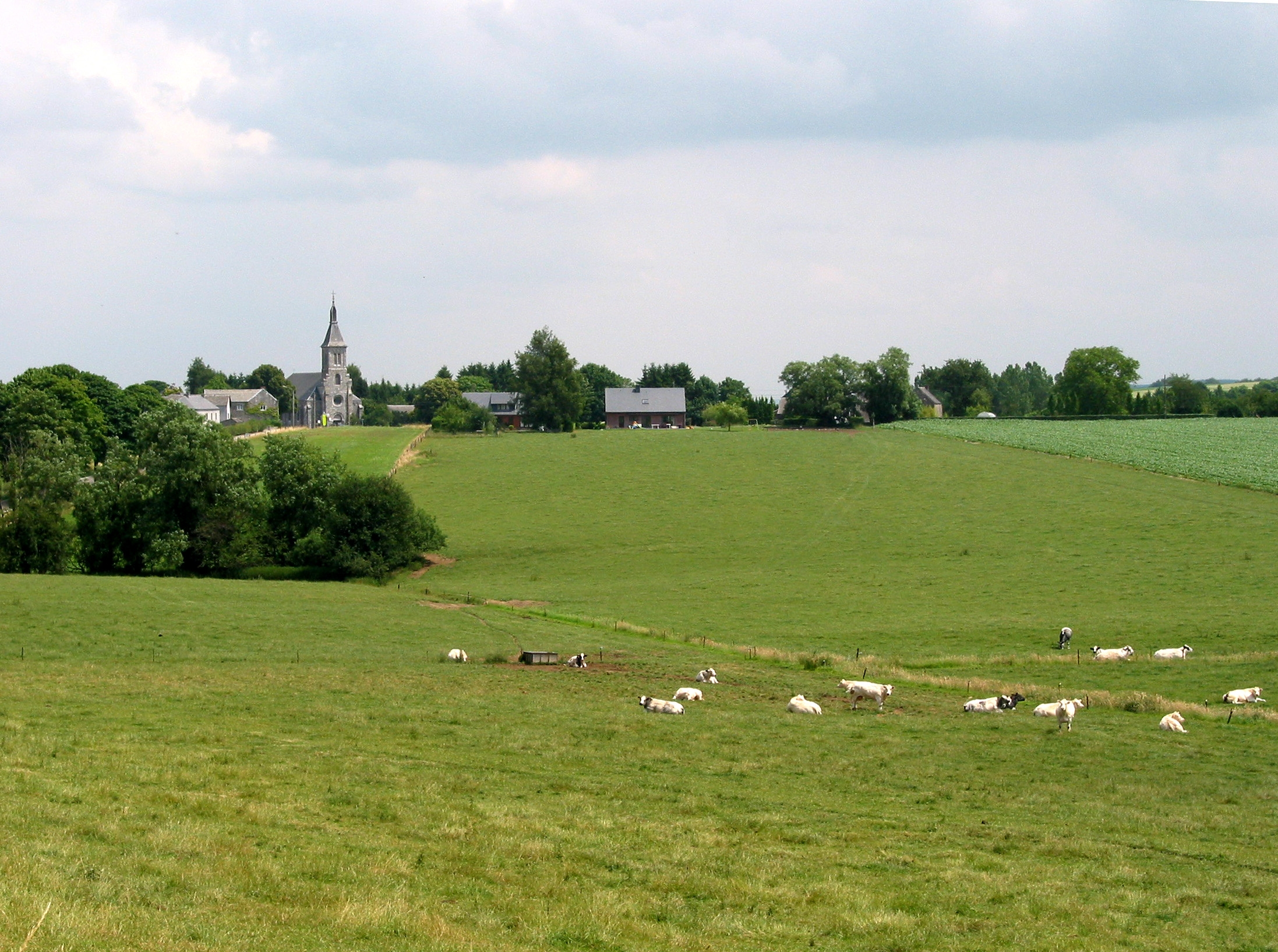
Landschaft in Condroz

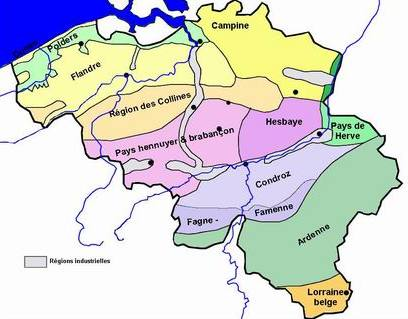
Naturräumliche Regionen in Belgien

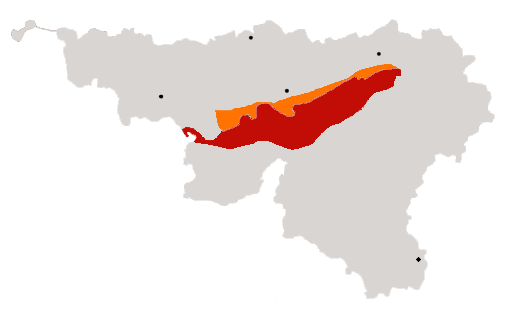
Condroz (rot) innerhalb Walloniens

Condroz ist eine naturräumliche Region in Belgien.
Sie liegt im Gebiet der wallonischen Provinzen Lüttich, Luxemburg (nur ein bisschen), Hennegau und Namur. Ihre Hauptstadt ist die Stadt Ciney. Sie wird im Norden begrenzt vom Hespengau und im Süden von der Region Fagne (nicht zu verwechseln mit dem Hohen Venn, frz. Hautes Fagnes) sowie der Region Famenne. Im Condroz liegen die Gemeinden Huy, Dinant, Florennes, Esneux, Yvoir und Nandrin.
Das Condroz ist eine sehr von Tälern zerteilte Gegend. Der Boden besteht aus Sandstein, Quarzit, Kalkstein und Schiefer. Die Höhenzüge bestehen meist aus wenig fruchtbarem Sandstein. Sie sind überwiegend bewaldet. Niederungen besitzen oft einen tonigen oder kalkhaltigen Boden. Hier befinden sich Felder und Wiesen.
Der Name der Region geht vermutlich auf das keltogermanische Volk der Condruser der Gallischen Kriege zurück, von dem man annimmt, dass es diese Gegend bewohnte.
Im Condroz fand zwischen 1275 und 1278 der sogenannte "Kuhkrieg" statt, der zwischen Namur und Lüttich ausgefochten wurde und etwa 15.000 Tote nach sich zog. Er ging auf den Diebstahl einer Kuh zurück, den die beteiligten Interessengruppen als Vorwand nutzten, einen Krieg zu beginnen.